# Hypolimnas charybdis
Hypolimnas charybdis är en fjärilsart som beskrevs av Butler 1879. Hypolimnas charybdis ingår i släktet Hypolimnas och familjen praktfjärilar. Inga underarter finns listade i Catalogue of Life.